# Rhododendron kisoanum
Rhododendron kisoanum är en ljungväxtart som beskrevs av Okuhara och Tatemi Shimizu. Rhododendron kisoanum ingår i släktet rododendron, och familjen ljungväxter. Inga underarter finns listade i Catalogue of Life.